# Еллі Ламбетті
Еллі Ламбетті (грец. Έλλη Λαμπέτη; справжнє ім'я — Еллі Луку (грец. Έλλη Λούκου) — грецька акторка.

## Біографія
Еллі Луку народилася 13 квітня 1926 року у приморському містечку Вілія Західної Аттики. Її батько Костас Лукос, господар таверни, мав шестеро дітей, двоє останніх — близнюки — Еллі і її брат-близнюк, який помер у 15 років. Всі шестеро дітей простого ресторатора були щедро обдаровані талантами: грали на музичних інструментах, писали вірші та малювали, але всі помирали ранньою смертю: три сестри Еллі, як і вона сама померли від раку молочної залози, брат — помер від туберкульозу. У 1944 році, у самому кінці війни загинула мати, від випадкової кулі, що влетіла через відкрите вікно до кімнати, де вона сиділа за швейною машинкою.
У 1941 році Еллі збиралася поступати спочатку в Драматичну школу Національного театру, а потім — в Театральну школу знаменитої актриси Маріки Котопулі. Однак не здала іспити в обидві школи, причому, Маріка Котопулі, яка приймала іспити особисто, порадила їй забути про театр назавжди, але дядькові Еллі, який був близький до театральних кіл, вдалося переконати знамениту актрису. Саме дядько порадив сценічний псевдонім «Ламбетті».
У 1942 році дебютувала у ролі Ганнеле («Вознесіння Ганнеле» Гергарта Гауптмана).
У 1943 році Еллі, яка стрімко піднімалася на театральному небосхилі афінської столиці, закохалася у одруженого 40-річного грецького дипломата, який жив у Парижі, але війна затримала його у Афінах. Він не тільки зробив все, щоб ізолювати молоду актрису від театру, але навіть спробував зробити з неї художницю.
Через три роки Еллі знову повертається на сцену, де протягом шести років грає у столичних трупах свої найкращі ролі в п'єсах грецьких та зарубіжних драматургів. З 1946—1948 роки працювала у Художньому театрі видатного режисера Каролоса Куна, зіграла головні жіночі ролі: Лора («Скляний звіринець» Теннессі Вільямса), Антігона («Антігона» Жана Ануя), Наречена («Криваве весілля» Федеріко Гарсія Лорки).
У 1950 році одружується з Маріосом Плорітісом, літературним і театральним перекладачем, критиком і режисером.
25 березня 1953 року, в день Благовіщення Богородиці і Національного свята країни, перед прем'єрою п'єси Артура Шніцлера «Гра в кохання», де Еллі грала головну роль, за хвилину до виходу на сцену їй повідомили про смерть батька, але прем'єру не скасували.
У 1955 році, під час гастролей на Кіпрі та у Туреччині, Ламбетті отримала повідомлення з Афін про смерть своєї старшої сестри Кули. На сумну звістку відреагувала тимчасовою втратою зору.
У 1956 році фільм «Дівчина в чорному», де Еллі грала головну роль, стали тріумфаторами на Міжнародному кінофестивалі у Каннах, куди вона вирушила разом зі своїм партнером і громадянським чоловіком Дімітрісом Хорном і режисером Міхалісом Какояннісом.
У 1959 році Еллі виходить заміж вдруге, за американського письменника Фредеріка Уейкмана, і вдруге надовго розлучається зі своїми грецькими глядачами.
На початку 1960 року, під час подорожі по Іспанії, Еллі отримує звістку про те, що її третю сестру, Фотіну, вразив рак грудей.
У 1968 році на рак грудей захворює і сама Ламбетті. Вона робить мастектомію, але через 12 років, в 1980 році рак повертається, і Еллі втрачає голос.
У 1982 році вона вирушила в нью-йоркську клініку «Гора Синай», щоб ніколи більше не повернутися додому. Поряд була її остання сестра Антігона, яка пережила Еллі на 26 років, пішовши з життя у 2009 році. Антігона також була хвора на рак грудей, але їй вчасно поставили діагноз.
У 1983 році у Нью-Йорку Еллі Ламбетті померла. Через два дні після смерті, 5 вересня, її прах перевезли в Афіни, не чекаючи необхідного в таких випадках розтину, і поховали на Першому Афінському кладовищі.
Про Еллі Ламбетті написані дві захоплюючі книги, її ім'я носить столичний театр.

## Фільмографія
1946—1968 роки — це період активної діяльності Еллі Ламбетті, знялася у таких фільмах,:
- 1946 — Adoulotoi sklavoi ((гр.) Αδούλωτοι σκλάβοι — Τατιάνα);
- 1949 — Diagogi… miden! ((гр.) Διαγωγή μηδέν — Μπίλιω Φουντούκα);
- 1949 — Ta paidia tis Athinas;
- 1951 — Matomena Hristougenna ((гр.) Ματωμένα Χριστούγεννα — Ελένη);
- 1954 — Kyriakatiko xypnima ((гр.) Κυριακάτικο ξύπνημα — Μίνα Λαμπρινού);
- 1955 — Istoria mias kalpikis liras ((гр.) Η κάλπικη λίρα — Αλίκη);
- 1956 — To koritsi me ta mavra ((гр.) Το κορίτσι με τα μαύρα — Μαρίνα);
- 1958 — To teleftaio psema ((гр.) Το τελευταίο ψέμα — Χλόη);
- 1961 — Il relitto ((гр.) Χαμένο κορμί — κυρία Μπελ);
- 1968 — Mia mera, o pateras mou ((гр.) Μια μέρα, ο πατέρας μου).

## Нагороди
У 1960 році за фільм «Остання брехня» (To teleftaio psema) Еллі Ламбетті номінована на премію Британської академії телебачення та кіномистецтва.